# Internationale Cricket-Saison 1999/2000
Die internationale Cricket-Saison 1999/2000 fand zwischen Oktober 1999 und April 2000 statt. Als Wintersaison wurden vorwiegend Heimspiele der Mannschaften aus Südasien, der Karibik und Ozeanien ausgetragen.

## Überblick

### Internationale Touren
| Beginn            | Heimteam               | Auswärtsteam | Resultate | Resultate | Artikel |
| Beginn            | Heimteam               | Auswärtsteam | Test      | ODI       | Artikel |
| ----------------- | ---------------------- | ------------ | --------- | --------- | ------- |
| 8. Oktober 1999   | Bangladesch            | West Indies  |           | 0–2 [2]   | Artikel |
| 10. Oktober 1999  | Indien                 | Neuseeland   | 1–0 [3]   | 3–2 [5]   | Artikel |
| 14. Oktober 1999  | Simbabwe               | Australien   | 0–1 [1]   | 0–3 [3]   | Artikel |
| 29. Oktober 1999  | Simbabwe vs. Südafrika | 0–2 [2]      |           | Artikel   |         |
| 5. November 1999  | Australien             | Pakistan     | 3–0 [3]   |           | Artikel |
| 18. November 1999 | Simbabwe               | Sri Lanka    | 0–1 [3]   | 1–3 [5]   | Artikel |
| 18. November 1999 | Südafrika              | England      | 2–1 [5]   |           | Artikel |
| 10. Dezember 1999 | Australien             | Indien       | 3–0 [3]   |           | Artikel |
| 16. Dezember 1999 | Neuseeland             | West Indies  | 2–0 [2]   | 5–0 [5]   | Artikel |
| 13. Februar 2000  | Pakistan               | Sri Lanka    | 1–2 [3]   | 0–3 [3]   | Artikel |
| 16. Februar 2000  | Simbabwe               | England      |           | 0–3 [3]   | Artikel |
| 17. Februar 2000  | Neuseeland             | Australien   | 0–3 [3]   | 1–4 [6]   | Artikel |
| 24. Februar 2000  | Indien                 | Südafrika    | 0–2 [2]   | 3–2 [5]   | Artikel |
| 11. März 2000     | West Indies            | Simbabwe     | 2–0 [2]   |           | Artikel |
| 12. April 2000    | Südafrika              | Australien   |           | 2–1 [3]   | Artikel |

### Internationale Turniere
| Beginn             | Turnier                                       | Land                         |
| ------------------ | --------------------------------------------- | ---------------------------- |
| 25. September 1999 | LG Cup 1999/2000                              | Kenia                        |
| 13. Oktober 1999   | Coca-Cola Champions Trophy 1999/2000          | Vereinigte Arabische Emirate |
| 9. Januar 2000     | Carlton & United Series 1999/2000             | Australien                   |
| 21. Januar 2000    | Standard Bank Triangular Tournament 1999/2000 | Südafrika                    |
| 22. März 2000      | Coca-Cola Cup 1999/2000                       | Vereinigte Arabische Emirate |

### Internationale Touren (Frauen)
| Beginn           | Heimteam   | Auswärtsteam | Resultate | Artikel |
| Beginn           | Heimteam   | Auswärtsteam | WODI      | Artikel |
| ---------------- | ---------- | ------------ | --------- | ------- |
| 29. Januar 2000  | Australien | England      | 4–0 [4]   | Artikel |
| 6. Februar 2000  | Australien | Neuseeland   | 3–0 [3]   | Artikel |
| 11. Februar 2000 | Neuseeland | England      | 5–0 [5]   | Artikel |

## Nationale Meisterschaften
Aufgeführt sind die nationalen Meisterschaften der Full Member des ICC.
| Land                    | First-Class                           | List A                                     |
| ----------------------- | ------------------------------------- | ------------------------------------------ |
| Australien              | Pura Milk Cup 1999/2000               | Mercantile Mutual Cup 1999/2000            |
| Indien                  | Ranji Trophy 1999/2000                | Ranji Trophy One Day 1999/2000             |
| Duleep Trophy 1999/2000 | Deodhar Trophy 1999/2000              |                                            |
| Irani Cup 1999/2000     | NKP Salve Challenger Trophy 1999/2000 |                                            |
| Neuseeland              | Shell Trophy 1999/2000                | Shell Cup 1999/2000                        |
| Pakistan                | Quaid-e-Azam Trophy 1999/2000         | National Bank of Pakistan Cup 1999/2000    |
|                         | Tisson Cup 1999/2000                  |                                            |
| Simbabwe                | Logan Cup 1999/2000                   |                                            |
| Sri Lanka               | Premier Championship 1999/2000        | Premier Limited Overs Tournament 1999/2000 |
| Südafrika               | SuperSport Series 1999/2000           | Standard Bank Cup 1999/2000                |
| West Indies             | Busta Cup 1999/2000                   | Red Stripe Bowl 1999/2000                  |